# روجر دا كوستا
روجر دا كوستا (بالإنجليزية: Roger Da Costa)‏ (22 أبريل 1986 بجوهانسبرغ في جنوب أفريقيا - ) هو لاعب كرة قدم جنوب أفريقي في مركز الدفاع. لعب مع أريس ليماسول وموروكا سوالوز.

## وصلات خارجية
- روجر دا كوستا على موقع قاعدة بيانات كرة القدم.إي يو (الإنجليزية)